# بات مكنمارا
بات مكنمارا (بالإنجليزية: Pat McNamara)‏ هو سياسي أسترالي، ولد في 11 أغسطس 1949 في ملبورن في أستراليا. حزبياً، نشط في الحزب الوطني الأسترالي. وقد انتخب مندوب المؤتمر الدستوري الأسترالي 1998 عن دائرة فيكتوريا وقد انضم خلال فترته النيابية (2 فبراير 1998 – 13 فبراير 1998)  للكتلة البرلمانية Victoria State Government ‏ وانتخب عضو الجمعية التشريعية فيكتوريا.